# Jetsurf
Jetsurfing, nebo také motosurfing, je neolympijský vodní sport, při kterém jede surfař na surfu (JetSurf) opatřeném tryskovým motorem, který sám ovládá pomocí ovladače v ruce.

## Charakteristika
Podobně jako surfing, při kterém však je surfař závislý na příhodných mořských vlnách, jetsurfing vychází z téhož principu, jetsurfařské prkno (plovák) je však vybaveno spalovacím motorem, který jej pohání. Jetsurf může dosáhnout rychlosti až 60 km/h.
Později vznikla také plně elektrická verze Jetsurfu, která byla v roce 2022 oceněna zlatou cenou New York Product Design Awards. 
Mezi příbuzné sporty lze zařadit také paddleboarding či mořský kayaking, které nepotřebují vlny. Další sporty s podobným základem, kitesurfing a windsurfing, potřebují místo vln sílu větru.

## Vznik
Jetsurfové prkno zkonstruoval a vyrobil český konstruktér Martin Šula, absolvent brněnského Vysokého učení technického. Jeho brněnská firma MSR Engines je jednou z mála, která se zabývá výrobou a vývojem v tomto odvětví od roku 2008. V roce 2013 byla zahájena výroba a v roce 2016 byla výroba přesunuta do nové továrny ve Střelicích u Brna.

## Závody
Mezinárodní motosurfingová asociace je členem Mezinárodní asociace závodů motorových lodí, která pořádá mezinárodní závody MotoSurf World Cup s celosvětovou účastí.
|                          | 2016            | 2017               | 2018            | 2019            | 2021              | 2022             | 2023              |
| ------------------------ | --------------- | ------------------ | --------------- | --------------- | ----------------- | ---------------- | ----------------- |
| Kategorie Open           | Lukáš Záhorský  | Jakub Kornfeil     | Lukáš Záhorský  | Lukáš Záhorský  | Lukáš Záhorský    | Lukáš Záhorský   | Lukáš Záhorský    |
| Kategorie Women          | Aneta Šacherová | Martina Bravencová | Aneta Šacherová | Aneta Šacherová | Aneta Šacherová   | Aneta Šacherová  | Eliška Matoušková |
| Kategorie Stock          |                 |                    |                 |                 | Marek Škamla      | Kim Down         | Kim Minseong      |
| Kategorie Electric       |                 |                    |                 |                 | Michal Skoček     | Matěj Kožíšek    | Alain Coppens     |
| Kategorie Juniors Male   |                 |                    |                 |                 | Alex Lukscheider  | Oliver Navara    | Fares Ramadhan    |
| Kategorie Juniors Female |                 |                    |                 |                 | Eliška Matoušková | Mariana Navarová | Emma Strculova    |
| Kategorie Stock-R        |                 |                    |                 |                 |                   | Alex Lukscheider | Oliver Navara     |